# Dan Larsson (simmare)
Dan Larsson, född 14 augusti 1958, är en före detta svensk simmare. Han tävlade för Sverige i olympiska sommarspelen 1976 i fristil och stafett. På 100 meter fristil slutade han 23 och på 4x100 meter medley stafett slutade han 11. Han tävlade för Sundsvalls SS.